# Sascha El Waraki

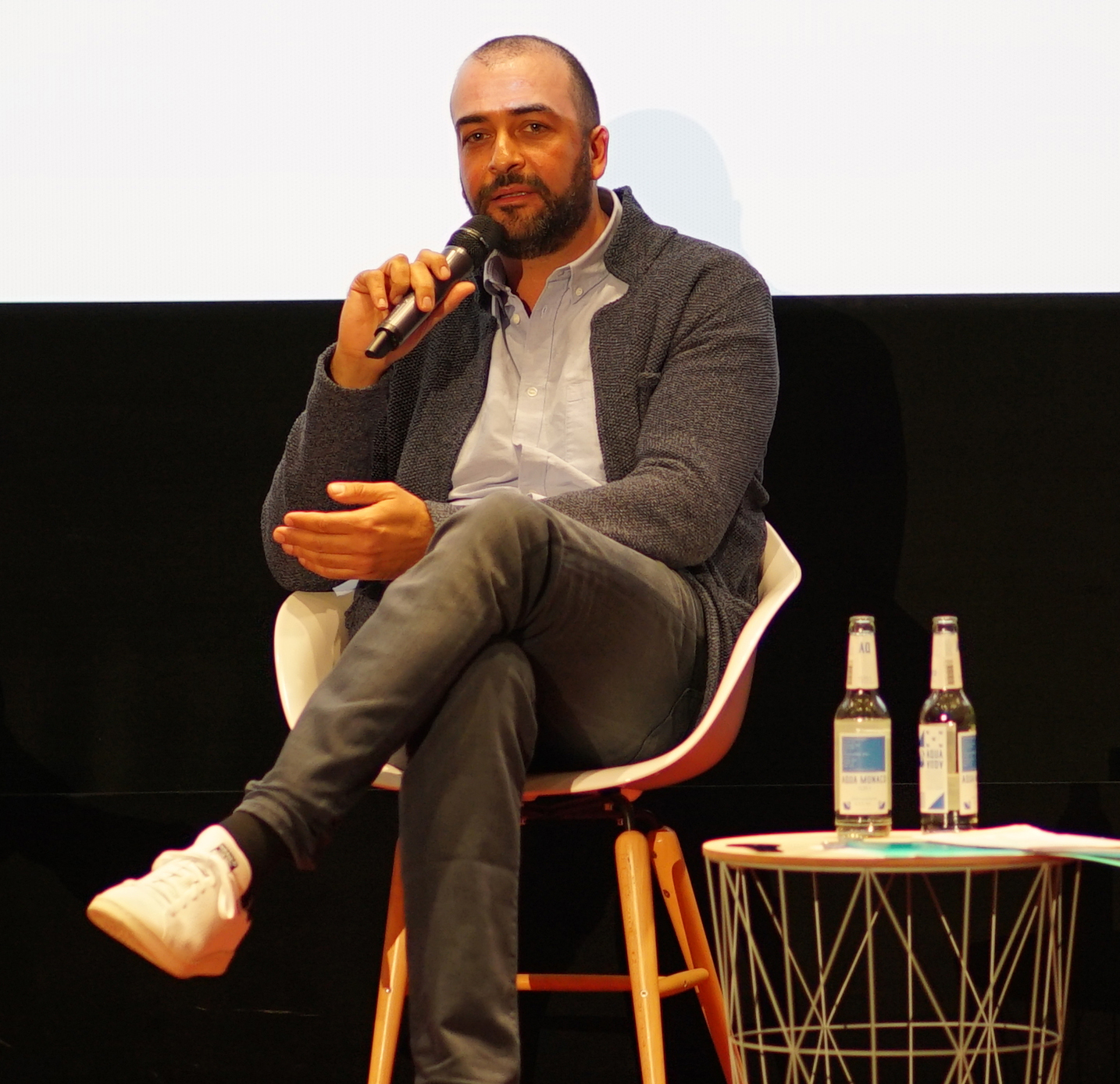
Sascha El Waraki (2017)

Sascha El Waraki (* 29. Juli 1974 in Essen) ist ein deutscher Regisseur, Drehbuchautor und Filmproduzent.

## Leben
Nach seinem Abitur am Geschwister-Scholl-Gymnasium in Velbert studierte Sascha El Waraki an der Kunsthochschule für Medien Köln Regie. 2005 schloss er sein Studium mit dem Diplom ab. Anschließend realisierte er als Regisseur Werbefilme für internationale Marken wie BMW, Siemens, Lidl und Mercedes-Benz. Er wechselte ins Fernsehfach, wo er als Redakteur, Regisseur und Headautor für unterschiedliche TV-Formate für ProSieben, Sat.1, RTL und DMAX verantwortlich war.
Sascha El Waraki wurde als Stipendiat in das Förderprogramm für Produzenten der VGF und Bavariafilm aufgenommen. Sein erlangtes Wissen über Storytelling gibt er als Dozent an der Bayerischen Akademie für Fernsehen und bei Seminaren bei Sevenone Media und der Produzentenallianz weiter.
Sascha El Waraki gründete 2018 die Filmproduktionsfirma Elwafilm GmbH, mit der er die Serie Singles’ Diaries für das Streamingportal Joyn produzierte. Er führte ebenfalls die Regie und fungierte als Headautor. Das Joyn-Originalformat, das zusammen mit der Streaming-Plattform am 18. Juni 2019 startete, wurde mehrfach national und international ausgezeichnet.

## Auszeichnungen
- New York Film Awards[2]
  - 2019: Gewinner in der Kategorie 'Best Comedy' - Singles’ Diaries
  - 2019: Gewinner in der Kategorie 'Best Webseries' - Singles’ Diaries
  - 2019: Gewinner in der Kategorie 'Best Director' - Singles’ Diaries
- Los Angeles Film Awards[3]
  - 2019: Gewinner in der Kategorie 'Best Romantic Comedy'- Singles’ Diaries
- Independent Star Filmfest[3]
  - 2019: Gewinner in der Kategorie 'Best Bavarian-short' - Singles’ Diaries
  - 2019: Gewinner in der Kategorie 'Best Web-Series' - Singles’ Diaries

- Webfest Berlin[4]
  - 2019: Gewinner des 'Audience Favourite Award' - Singles’ Diaries
  - 2019: Gewinner des  Produzenten Preises 'Producer to be watched the upcoming years" für Sascha El Waraki.
- Hollywood Art and Movie Awards[5]
  - 2020: Gewinner in the Kategorie 'Best Web-Series' - Singles’ Diaries